# Nyangwe
Nyangwe är en stad i Kongo-Kinshasa vid Lualaba, 300 kilometer väster om Tanganyikasjöns norra del.
Nyangwe var tidigare en av de främsta arabiska handelsplatserna i Kongo. 1871 var David Livingstone förste europé att besöka platsen.